# Kinh tế xanh
Kinh tế xanh (tiếng Anh: Green Economy) là một nền kinh tế nhằm cải thiện đời sống con người và tài sản xã hội đồng thời chú trọng giảm thiểu những hiểm họa môi trường và sự khan hiếm tài nguyên (theo Chương trình môi trường Liên hợp quốc - 2010)
Kinh tế xanh, không nên được hiểu nhầm theo nghĩa là kinh doanh bởi kinh tế xanh được thể hiện trên các lĩnh vực kinh tế như: Nông-lâm-ngư nghiệp, sản xuất, Giao thông vận tải, Kiến trúc xây dựng, Tài nguyên môi trường, Du lịch sinh thái và các lĩnh vực khác của đời sống.
Hình dung về kinh tế xanh đó là sự kết hợp giữa 3 thành tố: Kinh tế + Xã hội + Môi trường, kinh tế xanh có tính chất bền vững, có nghĩa là đó là những hoạt động(trong nền kinh tế) tạo ra lợi nhuận hoặc giá trị có ích lợi, hướng đến phát triển cuộc sống của cộng đồng xã hội con người (đặc biệt là yếu tố văn hóa), đồng thời những hoạt động này thân thiện với môi trường (thành tố quan trọng), 3 yếu tố này đạt trạng thái cân bằng sẽ thỏa mãn tính bền vững.
Một nền kinh tế xanh là một nền kinh tế hay mô hình phát triển kinh tế dựa trên phát triển bền vững và kiến thức về kinh tế học sinh thái (Xin hãy đóng góp khái niệm Kinh tế học sinh thái).
Kinh tế xanh là mô hình đánh giá trực tiếp vốn tự nhiên và việc sử dụng tự nhiên như một giá trị của kinh tế học, điều này không giống và đáng quý hơn so với những mô hình kinh tế trước đó. Trong một nền kinh tế xanh, các chi phí xã hội phải gánh chịu thông qua hệ sinh thái đều có nguồn gốc và phải được hoàn trả bởi các thực thể có khả năng gây hại hoặc thờ ơ với một giá trị tự nhiên.
Ý nghĩa của Kinh tế xanh: Tạo ra việc làm, bảo đảm tăng trưởng kinh tế bền vững và ngăn chặn ô nhiễm môi trường, nóng lên toàn cầu, cạn kiệt nguồn tài nguyên và suy thoái môi trường.
Kinh tế Xanh có thể là một nền kinh tế cần thiết trong thời gian khủng hoảng kinh tế, khủng hoảng sinh thái của chúng ta.